# Carla Pederzini Villareal
Carla Pederzini Villarreal es una demógrafa y académica mexicana. Se desempeña como profesora-investigadora de tiempo completo en el Departamento de Economía de la Universidad Iberoamericana en la Ciudad de México. Sus áreas de especialización incluyen la migración, el género y la educación.

## Formación académica
Obtuvo el doctorado en Estudios de Población por El Colegio de México en mayo de 2006, con la tesis titulada Género y escolaridad en los hogares mexicanos. Previamente, completó la maestría en Estudios de Población por la misma institución en junio de 1996.

## Trayectoria profesional
Desde febrero de 2002, es profesora-investigadora de tiempo completo en el Departamento de Economía de la Universidad Iberoamericana. Impartió cursos como Geografía Económica, Economía Aplicada y Seminario de Población y Economía.
En el ámbito internacional, fue académica visitante en el Institute for the Study of International Migration (ISIM) de la Universidad de Georgetown, Washington D. C., de febrero a julio de 2011.

## Presidencia en la Sociedad Mexicana de Demografía
Entre 2013 y 2015, ocupó el cargo de presidenta de la Sociedad Mexicana de Demografía (SOMEDE), sucediendo a Silvia Giorguli Saucedo y siendo sucedida por Carlos Javier Echarri Cánovas.

## Publicaciones destacadas
- Migración y remesas desde México: Tendencias, impactos y nuevos desafíos (2012): Coeditado con Alfredo Cuecuecha, este libro analiza las tendencias y efectos de la migración y las remesas en México.[6]

- Emigración, tránsito y retorno en México (2017): Coautoría con Liliana Meza González y María Silvia de la Peña Padilla, esta obra examina las dinámicas migratorias en México.[4]

## Reconocimientos y membresías
Fue miembro de la Delegación Mexicana que participó en el 46.° y 47.° período de sesiones de la Comisión de Población y Desarrollo de las Naciones Unidas, celebradas en Nueva York en abril de 2013 y 2014, respectivamente.